# Agnieszka Ziółkowska
Agnieszka Ziółkowska – polska biolog, dr hab. nauk medycznych, profesor nadzwyczajny Katedry Anatomii i Histologii Collegium Medicum Uniwersytetu Zielonogórskiego i adiunkt Katedry i Zakładu Histologii i Embriologii Wydziału Medycznego Uniwersytetu Medycznego im. Karola Marcinkowskiego w Poznaniu. 

## Życiorys
W 2002 ukończyła studia lekarskie na Uniwersytecie Medycznym im. Karola Marcinkowskiego w Poznaniu, 12 maja 2004 obroniła pracę doktorską Beacon (białko podobne do ubikwityny 5): ekspresja genu w nadnerczu i wpływ białka beacon (47-73) na czynność wydzielniczą kory gruczołu szczura, 19 lutego 2014 habilitowała się na podstawie pracy zatytułowanej Regulacja czynności osteoblastów szczura przez neuropeptydy biorące udział w homeostazie energetycznej organizmu (oreksyny, neuromedyna U, neuropeptydy B i W).
Objęła funkcję profesora nadzwyczajnego w Katedrze Anatomii i Histologii na Wydziale Lekarskim i Nauk o Zdrowiu Uniwersytetu Zielonogórskiego oraz adiunkta w Katedrze i Zakładu Histologii i Embriologii na Wydziale Medycznym Uniwersytetu Medycznego im. Karola Marcinkowskiego w Poznaniu.
Piastuje funkcję kierownika Katedry Anatomii i Histologii, a także dziekana Collegium Medicum Uniwersytetu Zielonogórskiego.